# Walo Linder
Walo Linder (* 6. Oktober 1905 in Bolligen; † 20. Januar 1979 in Walenstadt; eigentlich Walter Linder) war ein Schweizer Musiker und Orchesterleiter.
Linder liess sich zunächst zum Lehrer ausbilden, widmete sich dann aber seiner Karriere als Musiker. Zusammen mit Teddy Stauffer gründete er die „Original Teddies“. 1947 übernahm er die Leitung der Unterhaltungsabteilung des Radiostudio Zürichs und baute den Sender bis 1970 zu einer populären Welle aus.
In Anerkennung seiner Verdienste wurde 1980 der jährlich verliehene Showpreis Prix Walo nach ihm benannt, den er 1974 unter dem Namen Goldener Tell ins Leben gerufen hatte.
| Personendaten    | Personendaten                         |
| ---------------- | ------------------------------------- |
| NAME             | Linder, Walo                          |
| ALTERNATIVNAMEN  | Linder, Walter                        |
| KURZBESCHREIBUNG | Schweizer Musiker und Orchesterleiter |
| GEBURTSDATUM     | 6. Oktober 1905                       |
| GEBURTSORT       | Bolligen                              |
| STERBEDATUM      | 20. Januar 1979                       |
| STERBEORT        | Walenstadt                            |